# Мёртвая зона (экология)

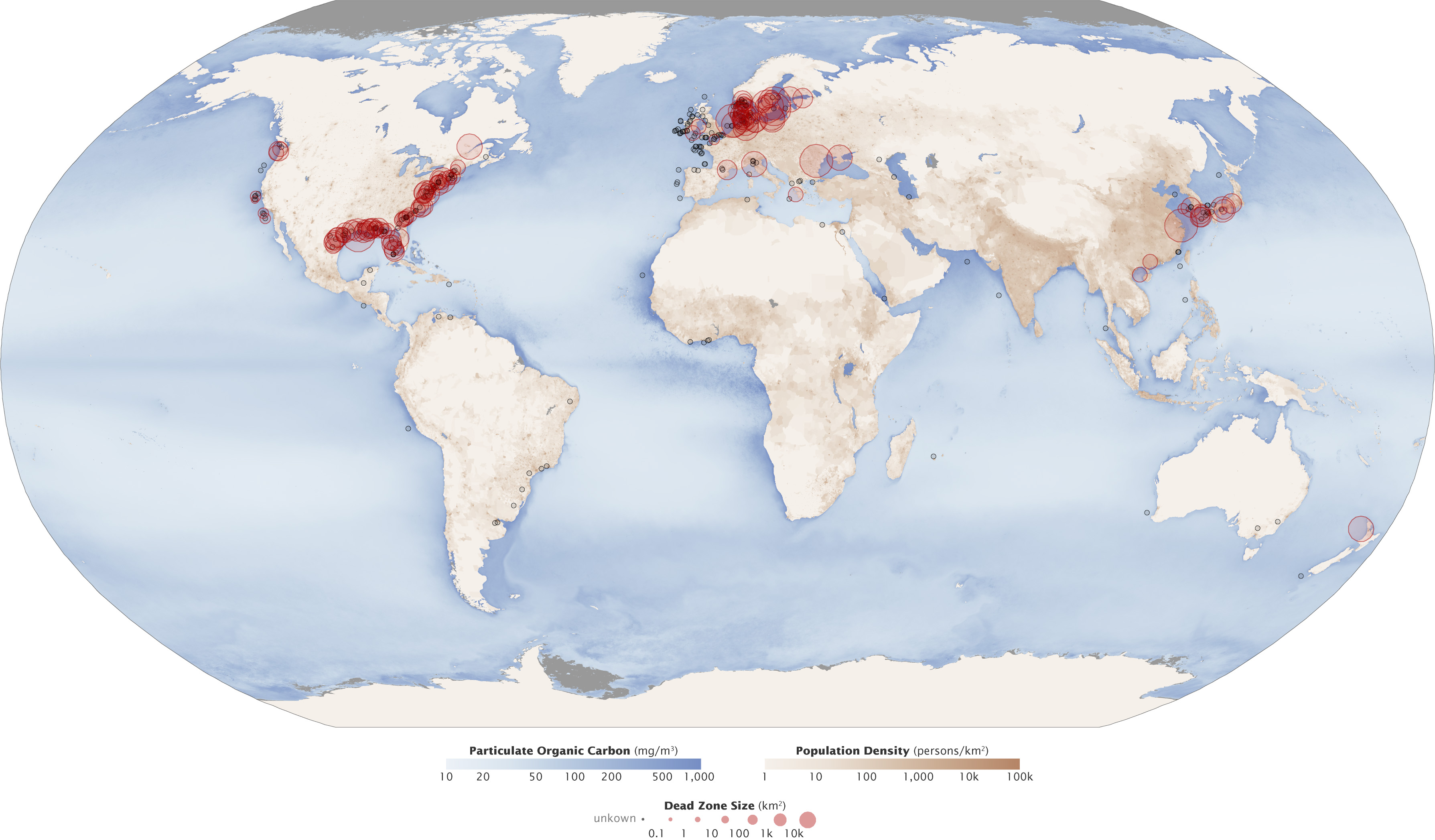
Карта мира. Красными кругами обозначено местоположение и размер «мёртвых зон». Чёрные точки показывают, где наблюдались «мёртвые зоны», но их размер неизвестен. Карта опубликована на ресурсе earthobservatory.nasa.gov в 2008 году.

Эта статья — о снижении содержания кислорода в прибрежных районах и озёрах. Об исчезновении кислорода в глубинах океана см. Дезоксигенация океана; о природных бескислородных водных бассейнах см. Бескислородные воды.
Мёртвые зоны (англ. Dead zones) — так в англоязычной гидрографии называют гипоксические (т. е. с низким содержанием кислорода) области в мировом океане и крупных озёрах. Гипоксия возникает, когда концентрация растворённого в воде кислорода (далее — РК) опускается до отметки 2 мг/литр и падает ниже. Когда водоём испытывает такую гипоксию, его флора и фауна начинают изменять поведение, чтобы достичь участков воды с более высоким содержанием кислорода. Когда содержание РК в водоёме становится ниже 0,5 мг/литр, наступает массовая смерть. Такие явления фиксировались давно, они были естественного (природного) происхождения, однако с 1970-х годов океанографы начали отмечать увеличение числа таких случаев и размера мёртвых зон. Они фиксируются вблизи населённых побережий, где наиболее сконцентрирована водная жизнь.
Программа ООН по окружающей среде сообщила в 2004 году о 146 мёртвых зонах в мировом океане, где морская флора и фауна не могли существовать из-за низкого содержания кислорода. Площади этих зон варьировались от 1 до 70 000 км². Исследование 2008 года заявило о 405 таких мёртвых зонах в мировом океане.

## Причины

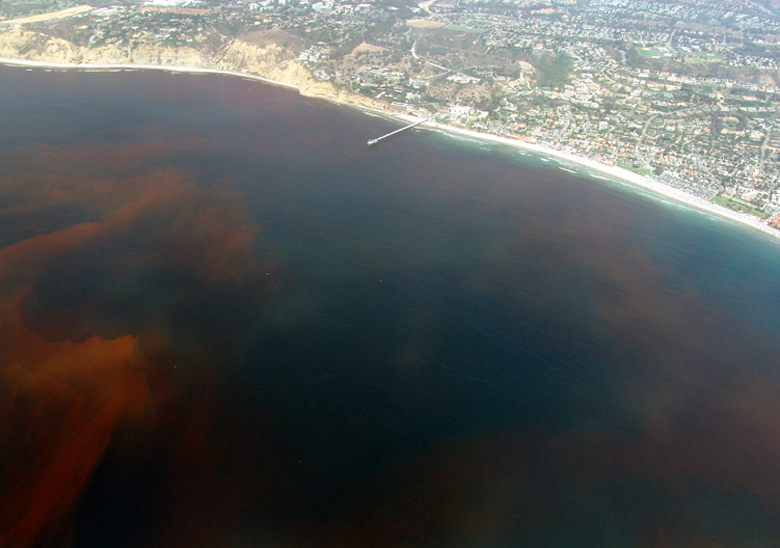
Мёртвые зоны часто возникают из-за гниения водорослей во время цветения воды. Фото сделано над поселением Ла-Холья (Калифорния) в 2005 году.

Прибрежные регионы, такие как Балтийское море, северная часть Мексиканского залива (здесь площадь мёртвой зоны в 2017 году оценивалась в 22 730 км²) и Чесапикский залив, а также крупные закрытые водоемы, такие как озеро Эри, пострадали от дезоксигенации из-за эвтрофикации. Избыток питательных веществ поступает в эти системы с реками, в конечном счёте из городских и сельскохозяйственных стоков, и усугубляется обезлесением. Эти питательные вещества приводят к повышенному образованию органического материала, который опускается на дно и потребляет кислород для дыхания.
Что касается Мексиканского залива, в образовании в нём мёртвых зон винят мясную промышленность и агроэкономическую систему США. В частности, претензии предъявляют к конкретным компаниям: Tyson Foods и Smithfield Foods.
Считается, что увеличение количества и площади мёртвых зон связано с глобальным потеплением и деятельностью человека.
Эти «мёртвые зоны» вызваны избытком азота, содержащегося в сельскохозяйственных удобрениях, сточных водах и выбросах транспортных средств и фабрик. В результате того, что эксперты называют «азотным каскадом», неочищенные химические вещества попадают в океаны и вызывают размножение планктона, который, в свою очередь, истощает запасы кислорода в воде. В то время как рыба может спастись от этого удушья, медлительные донные существа, такие как моллюски, омары и устрицы, имеют гораздо меньше шансов на спасение.
Пресноводные и морские мёртвые зоны могут быть вызваны увеличением содержания питательных веществ (особенно азота и фосфора) в воде, — это явление известно как эвтрофикация. Эти питательные вещества являются основными строительными блоками одноклеточных растительноподобных организмов, которые живут в толще воды и рост которых частично ограничен доступностью этих материалов и элементов. При наличии бо́льшего количества доступных питательных веществ одноклеточные водные организмы (водоросли и цианобактерии) получают ресурсы, необходимые для того, чтобы начать размножаться с экспоненциальной скоростью. Экспоненциальный рост приводит к быстрому увеличению плотности определенных видов этого фитопланктона, явлению, известному как цветение воды.
Мёртвые зоны могут быть вызваны как природными, так и антропогенными факторами. Естественные причины включают прибрежный апвеллинг, изменения в ветре и характере циркуляции воды. Среди реже распространённых факторов — длительное пребывание в воде, высокие температуры и высокий уровень проникновения солнечного света через толщу воды.

## Типы
Мёртвые зоны могут быть классифицированы по типу и по продолжительности существования:
- Постоянные мёртвые зоны — это глубоководные объекты, содержание кислорода в которых редко превышает 2 мг/л
- Временные мёртвые зоны — это недолговечные объекты, существующие считанные часы или дни
- Сезонные мёртвые зоны возникают ежегодно, как правило, в тёплые месяцы лета и осени
- Циклическая гипоксия Диэля — это специфическая сезонная мёртвая зона, которая становится гипоксической только ночью

## Последствия
Образование в мировом океане крупных мёртвых зон негативно влияет на рыболовство. Также в мёртвых зонах погибают кораллы. А вот медузы в мёртвых зонах чувствуют себя вполне комфортно, есть даже такое понятие как «цветение медуз». В больших количествах они производят, естественно, огромное количество слизи, и это приводит к серьёзным изменениям в пищевых сетях, поскольку этой слизью питаются весьма немногие организмы. «Цветение медуз» снижает количество отдыхающих на прибрежных курортах.
Мёртвые зоны также уничтожает так называемые «луга морской травы». Водоросли являются одновременно источником и поглотителем кислорода в окружающей толще воды и донных отложениях. Ночью давление кислорода во внутренней части водорослей линейно связано с концентрацией кислорода в толще воды, поэтому низкие концентрации кислорода в толще воды часто приводят к гипоксии тканей водорослей, что в конечном итоге может привести к их гибели. Косвенно гибель и деградация водорослей угрожает многочисленным видам, которые используют их как укрытие или как пищу.
Мангровые леса также погибают, если в них возникают продолжительные по времени мёртвые зоны.

## Местонахождение крупных мёртвых зон
В 1970-х годах мёртвые зоны были впервые отмечены в насёленных районах, где интенсивное хозяйственное использование стимулировало научное изучение: в Чесапикском заливе (США), в проливе Каттегат (Скандинавия), который является устьем Балтийского моря, и в других важных местах рыболовства в Балтийском море, в Чёрном море, и в северной Адриатике.
Также мёртвые зоны зафиксированы в прибрежных водах Южной Америки, Китая, Японии и Новой Зеландии. Исследование 2008 года сообщило о 405 мёртвых зонах по всему миру.
Балтийское море
Некоторые из причин резкого увеличения мертвых зон могут быть связаны с использованием удобрений, крупными животноводческими фермами, сжиганием ископаемого топлива и стоками с муниципальных очистных сооружений. Учитывая его огромные размеры, Балтийское море лучше анализировать по отдельным районам, а не в целом. Исследователи данного вопроса разделяют Балтику на девять подзон.
Чесапикский залив
Как сообщает National Geographic, «в Чесапикском заливе, на Восточном побережье США, в 1970-х годах была обнаружена одна из первых мёртвых зон, из когда-либо выявленных. Высокий уровень содержания азота в Чесапике обусловлен двумя факторами: урбанизацией и сельским хозяйством. Западная часть залива полна фабрик и городских центров, которые выбрасывают азот в воздух. Атмосферный азот составляет около трети всего азота, поступающего в залив. Восточная часть залива является центром птицеводства, которое производит большое количество помёта.»
Река Элизабет (штат Виргиния, США)
Эстуарий короткой (10 км), но полноводной реки Элизабет имеет большое значение для крупных городов Норфолк, Чесапик, Верджиния-Бич и Портсмут. Она уже много десятилетий загрязняется азотом и фосфором, а также токсичными отходами судостроительной промышленности, военных, крупнейшего в мире предприятия по экспорту угля, нефтеперерабатывающих заводов, погрузочных доков, объектов по ремонту контейнеров и других предприятий, поэтому выловленная здесь рыба «запрещена к употреблению с 1920-х годов».
Озеро Эри
Сезонная мёртвая зона существует в центральной части озера Эри к востоку от национального парка Пойнт-Пили до песчаной косы (небольшого поселения) Лонг-Пойнт и простирается до берегов Канады и США. С июля по октябрь она заметно увеличивается и может достигать площади 10 000 км². Озеро Эри имеет избыток фосфора из-за сельскохозяйственных стоков, которые ускоряют рост водорослей, что затем способствует возникновению гипоксических условий. Впервые эта мёртвая зона в озере была замечена ещё в 1960-х годах. Как в 2018 году заявил официальный сайт города, эта мёртвая зона угрожает проблемами с питьевой водой для Кливленда. В конце лета питьевая вода в городе обретает «всепроникающий запах и коричневатый оттенок».
Орегон и Вашингтон
Крупная мёртвая зона существует у берегов штатов Орегон и Вашингтон, в 2006 году учёные сообщили о её площади: 2999 км². Сильные поверхностные ветры в период с апреля по сентябрь вызывают частые апвеллинги, которые приводят к увеличению цветения водорослей, делая гипоксию сезонным явлением. Впервые эта мёртвая зона была зафиксирована в 2002 году. Особенно эта мёртвая зона влияет на промысловую добычу крабов. В 2009 году учёные из Орегонского университета сообщили о «тысячах и тысячах задохнувшихся крабов, червей и морских звёзд на морском дне гипоксической зоны».
Мексиканский залив

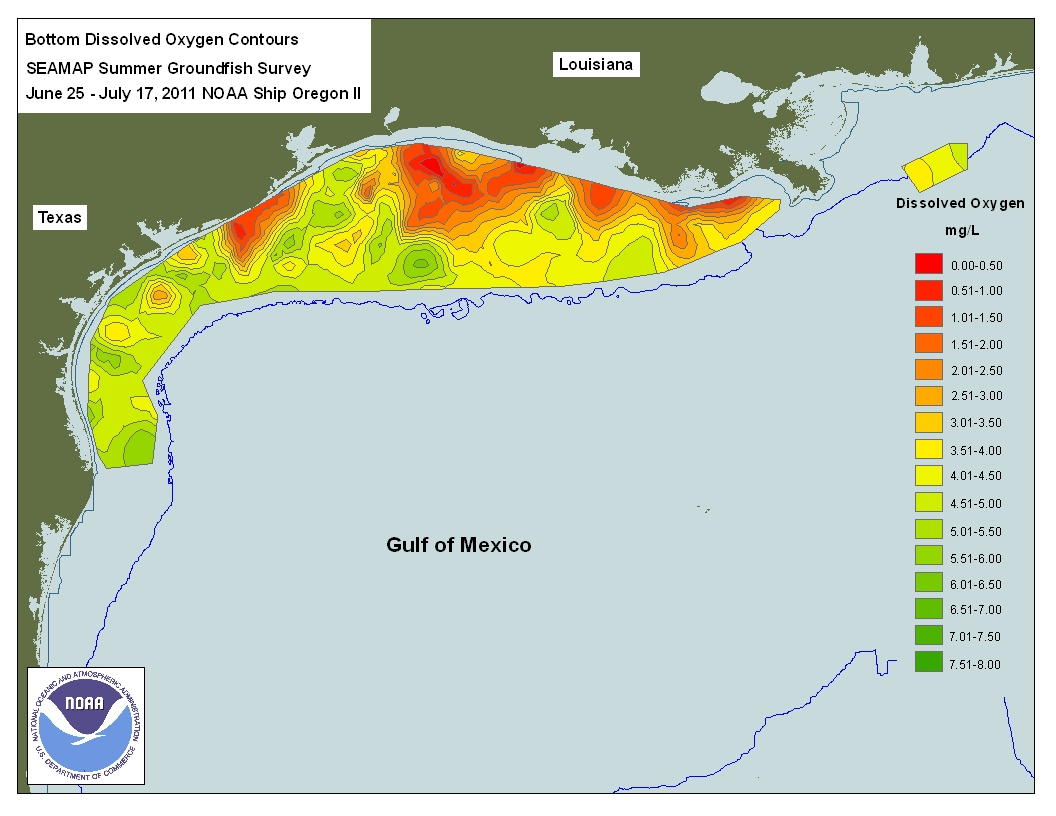
Мёртвая зона Мексиканского залива. Оранжевый — содержание кислорода в воде 2—2,5 мг/л (морская жизнь держится на пределе возможностей), тёмно-оранжевый и красный — рыба уходит, малоподвижные донные организмы погибают. Данные 2011 года.

Область временной гипоксии придонных вод, которая наблюдается бо́льшую часть лета у берегов Луизианы в Мексиканском заливе, является крупнейшей мёртвой зоной в США. В Мексиканский залив впадает крупнейшая река страны, Миссисипи, которая привносит в него много питательных веществ, таких как нитраты и фосфор. В 2009 году в бюллетене НУОиАИ было сказано: «70 % питательных веществ, вызывающих гипоксию, являются результатом этого обширного дренажного бассейна», который включает в себя сердце агробизнеса США — Средний Запад. Сброс очищенных сточных вод из городских районов (около 12 миллионов кубометров в 2009 году) в сочетании с сельскохозяйственными стоками ежегодно приводит к попаданию около 1,7 миллиона тонн фосфора и азота в Мексиканский залив.
Площадь мёртвой зоны ежегодно разная, от 39 км² (1988 год) до 22 730 км² (2017 год).
Впервые о наличии мёртвой зоны в заливе сообщили ловцы креветок в 1950 году, но учёных она заинтересовала лишь два десятилетия спустя, когда размер зоны заметно увеличился. В 2007 году была обнаружена ещё одна мёртвая зона в заливе — в месте впадения в него реки Бразос.